# Reinhold Platz
Reinhold Platz (Cottbus, 16 gennaio 1886 – Ahrensburg, 5 dicembre 1969) è stato un ingegnere aeronautico e costruttore tedesco, noto per essere stato capoprogettista dell'azienda olandese Fokker nella prima parte del XX secolo.
Platz venne assunto alla Fokker nel 1912 nel ruolo di saldatore. La sua prima iniziativa atta a migliorare il processo di saldatura venne utilizzata nella produzione del Fokker Spin. Platz in seguito, nel 1916, venne promosso capoprogettista presso lo stabilimento Fokker di Schwerin. Pur non avendo frequentato un istituto di istruzione superiore, al contrario di Anthony Fokker, era dotato di un buon senso pratico basato sull'esperienza. Questo favorì la formazione di una squadra ben affiatata, dove Platz forniva gli spunti per formulare nuove idee rivoluzionarie nella progettazione degli aeromobili, mentre Anthony Fokker riusciva a trasformale in un prototipo funzionante. Dopo la conclusione della prima guerra mondiale, Platz assunse il ruolo di capo dell'ufficio progetti presso la sede Fokker ad Amsterdam.
Il suo nome è legato ad alcuni velivoli che hanno contribuito all'evoluzione aeronautica nel campo bellico, come il caccia triplano Fokker Dr.I, famoso per le imprese dell'asso Manfred von Richthofen (il "Barone Rosso"), ed il Fokker D.VII costruito in circa 1 700 esemplari ed usato dalla Luftstreitkräfte durante le fasi finali del conflitto. In seguito venne adottato da numerose forze aeree tra cui la polacca Siły Powietrzne che lo impiegò durante la Guerra sovietico-polacca.